# Sammetsbanan
Sammetsbanan (Musa velutina) är en art i banansläktet och inom familjen bananväxter från Assam och nordöstra Indien. Arten odlas ibland som krukväxt i Sverige.
Sammetsbanan är en flerårig ört som blir upp till 150 cm hög. Bladen kan bli 100 cm långa och cirka 30 cm breda, de är mörkt gröna med ljusare undersidor. Unga blad är ofta bronsfärgade på undersidan. Blomstjälken är upprätt med en fötjockade, rödfärgad övre del. Högbladen är rosa och blommorna blekgula. Frukten är ett klart rosa bär som spricker upp vid mognaden.

## Synonymer
- Musa dasycarpa Kurz